# ŽNK Dinamo Zagreb
Ženski nogometni klub Dinamo Zagreb hrvatski je ženski nogometni klub iz Zagreba. Trenutačno se natječe u Prvoj hrvatskoj nogometnoj ligi za žene.

## Povijest
Ženski nogometni klub Dinamo Zagreb osnovan je 24. lipnja 2016. godine.

## Vanjske poveznice
- Službena web-stranica
- Profil, HNS Semafor